# Städtische Universität San’yō-Onoda

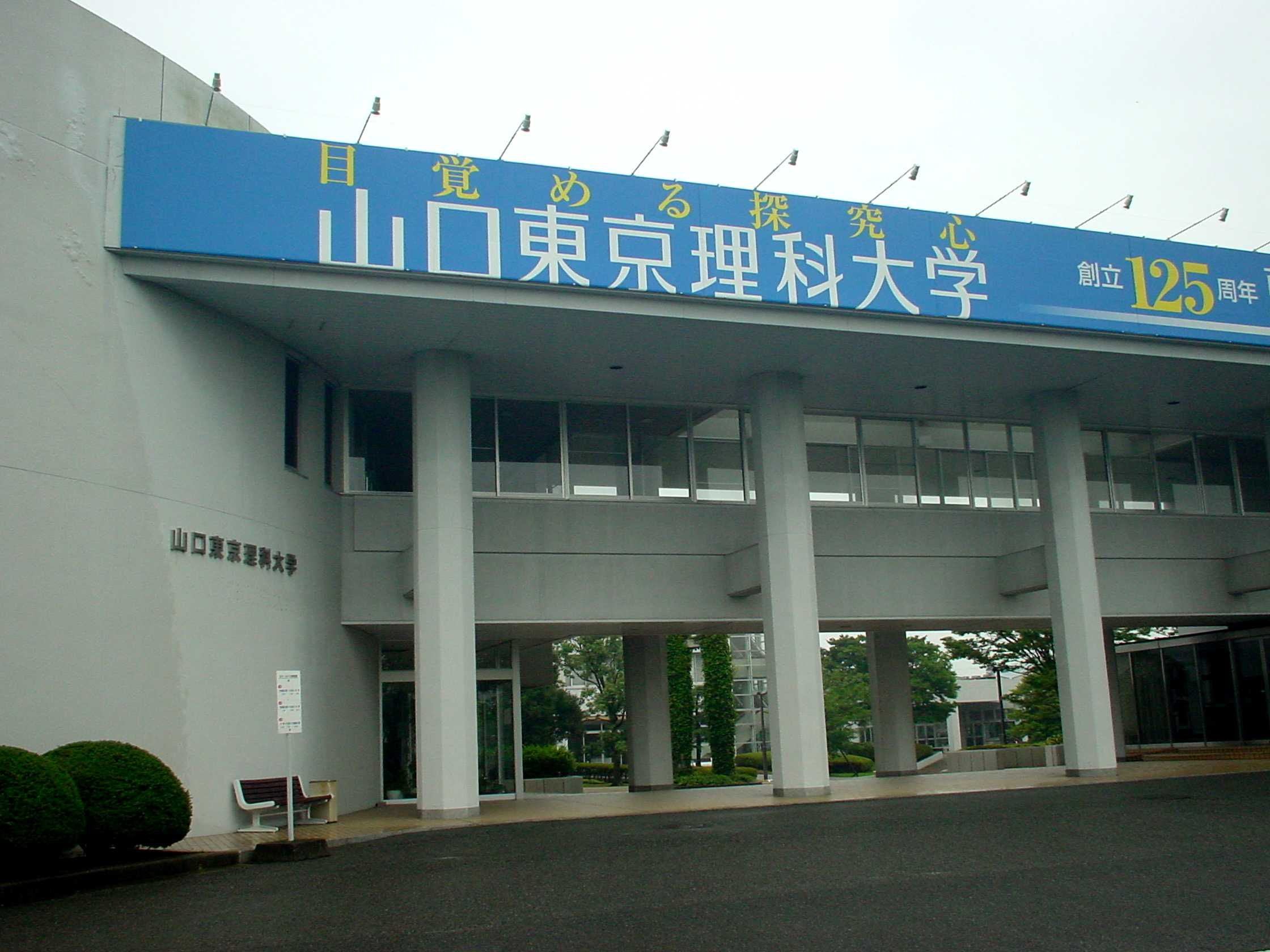
Eingang zum Hauptgebäude (2006)

Die Städtische Universität San’yō-Onoda (japanisch 山陽小野田市立山口東京理科大学 San’yō-Onoda-shiritsu Yamaguchi Tokyō rika daigaku, wörtlich „Naturwissenschaftliche Universität Tokio zu Yamaguchi der Stadt San’yō-Onoda“; engl. Sanyo-Onoda City University, kurz: SOCU, Yamaguchi Ridai (山口理大) oder Yamaguchi Rikadai (山口理科大)) ist eine städtische Universität in San’yō-Onoda in der Präfektur Yamaguchi (Japan).

## Geschichte
Gegründet wurde die Universität 1987 als Angegliederte Kurzuniversität Yamaguchi der Naturwissenschaftlichen Universität Tokio (東京理科大学山口短期大学, Tōkyō rika daigaku Yamaguchi tanki daigaku) durch die Zusammenarbeit der Körperschaft der Naturwissenschaftlichen Universität Tokio (TUS) mit den Städten (Onoda (heute: San’yō-Onoda) und Ube) und der Präfektur Yamaguchi. 1995 entwickelte sie sich zur 4-jährigen Naturwissenschaftlichen Universität Tokio zu Yamaguchi (山口東京理科大学 Yamaguchi Tōkyō rika daigaku). 1999 richtete sie die Graduiertenschule (Masterstudiengänge) ein, 2003 dann die Doktorkurse.
2016 wurde die Universität in Städtische Universität San’yō-Onoda umgewandelt. Der japanische Name fügte nur San’yō-Onoda-shiritsu („von der Stadt San’yō-Onoda“) hinzu. Die Zusammenarbeit mit der Naturwissenschaftlichen Universität Tokio (TUS) dauert nach der Umwandlung.

## Fakultäten
- Fakultät für Ingenieurwissenschaften
  - Abteilung für Maschinenlehre
  - Abteilung für Elektrotechnik
  - Abteilung für Angewandte Chemie
  - Abteilung für Informatik und Datenwissenschaft
  - Abteilung für Pharmaceutical Engineering
- Fakultät für Pharmazie